# Airstrip Crater
Der Airstrip Crater (englisch für Landepistenkrater) ist ein Explosionskrater auf Deception Island im Archipel der Südlichen Shetlandinseln. Er liegt zwischen dem Kroner Lake und dem Kendall Crater nordwestlich der Whalers Bay.
Polnische Wissenschaftler benannten ihn 1999.